# Leopold Porges von Portheim

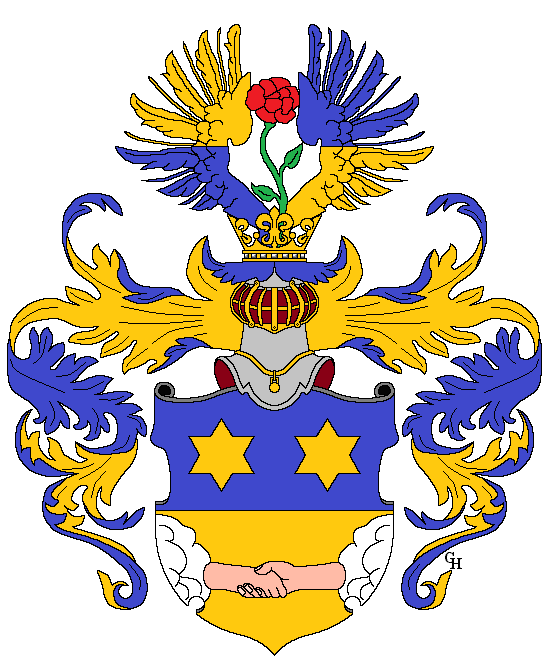
Erb udělený Judovi Leopoldu Porgesovi z Portheimu (1785-1869) a jeho potomkům v roce 1841.

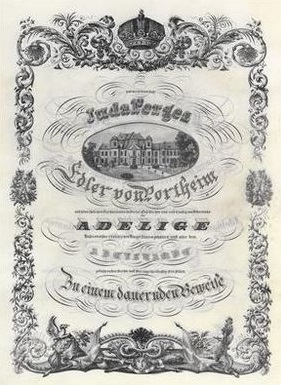
Šlechtický diplom Judy Leopolda Porgese z Portheimu, 1841

Leopold Porges von Portheim, uváděn jako Juda Leopold Porges von Portheim nebo Leopold Juda Porges von Portheim (3. dubna 1785, Praha – 11. ledna 1869 tamtéž ), byl rakouský a český továrník židovského původu z pražské židovské podnikatelské rodiny Porgesů (později s šlechtickým titulem von Portheim).

## Biografie
Byl synem drobného obchodníka, pražského rabína Gabriela Porgese. Jeho bratrem byl podnikatel Moses Porges von Portheim, spolu s nímž byl v roce 1841 povýšen na šlechtice. Podnikání se věnoval i syn Eduard Porges von Portheim, který byl aktivní i v politice. Vnuk Max Porges von Portheim byl bibliografem a sběratelem.
Leopold se narodil v pražské židovské čtvrti. Nejprve byl aktivní v obchodu s lihovinami v Praze, zatímco bratr Moses byl podomním prodejcem plátna. Roku 1812 založili oba sourozenci kartounku (dílnu na potisk pláten), umístěnou v prostoru nynějšího Náměstí Curieových na břehu Vltavy na okraji Židovského města. Po šesti letech byla dílna rozšířena na malou továrnu. V roce 1830 se firma přestěhovala na nové pozemky na Smíchově, kde vyrostlo pět hlavních budov. Kartounka disponovala třemi parními kotli a parním strojem o výkonu 9 kW.
Po další dekádě expanze měla firma také pobočky v Hořicích, Brodu u Nové Paky a Luhu u Frýdlantu. Pracovalo v ní více než dva tisíce tkalců. Poté, co byl podnik vybaven novými technologiemi (tzv. perotiny), došlo v továrně v červenci 1844 ke stávce a ludditskému rozbíjení strojů a dělnické násilnosti musela potlačit armáda.
V roce 1840 (podle jiného zdroje roku 1845) založil Leopold i továrnu na porcelánové zboží v Chodově a působil jako její ředitel. Tamní výrobky se objevily i na světové výstavě v Paříži v roce 1855. V podniku zavedl jako první vytápění pomocí uhlí místo dřeva.
Angažoval se i v komunální politice. Zasedal v pražském obecním zastupitelstvu. Byl sem zvolen i v prvních volbách po obnovení ústavní vlády v roce 1861. Zároveň se stal členem městské rady. Krátce před smrtí založil nadaci, která každoročně přidělovala čtyřem zchudlým pražským měšťanům podporu 400 zlatých.
Zemřel v lednu 1869 v Praze.